# Station Tanimachi Kyuchome
Station Tanimachi Kyuchome (谷町九丁目, Tanimachi Kyūchōme-eki) is een metrostation in de wijk Tennoji-ku in de Japanse stad Osaka. Het wordt aangedaan door de Tanimachi-lijn en de Sennichimae-lijn en is via wandelgangen verbonden met het station Uehommachi. Beide lijnen hebben eigen perrons, daar de lijnen loodrecht op elkaar staan. Het station wordt vanwege de lange naam ook wel tot 'Tanikyū' afgekort.

## Lijnen

### Sennichimae-lijn(stationsnummer S18)
| 1 | ■ Sennichimae-lijn | richting Tsuruhashi en Minami-Tatsumi |
| 2 | ■ Sennichimae-lijn | richting Namba, Awaza en Nodahanshin  |

### Tanimachi-lijn(stationsnummer T25)
| 1 | ■Tanimachi-lijn | richting Tennōji, Fuminosato en Yao-Minami     |
| 2 | ■Tanimachi-lijn | richting Higashi Umeda, Miyakojima en Dainichi |

## Geschiedenis
Het station van de Tanimachi-lijn werd in 1968 geopend, waarna het station van de Sennichimae-lijn een jaar later werd geopend.

## Overig openbaar vervoer
Bus 73
Nodahanshin · Tamagawa · Awaza · Nishi-Nagahori · Sakuragawa · Namba ·  Nippombashi · Tanimachi Kyūchōme · Tsuruhashi · Imazato · Shin-Fukae · Shōji · Kita-Tatsumi · Minami-Tatsumi
Dainichi · Moriguchi · Taishibashi-Imaichi · Sembayashi-Omiya · Sekime-Takadono · Noe-Uchindai · Miyakojima · Tenjimbashisuji Rokuchōme · Nakazakicho · Higashi-Umeda · Minami-Morimachi · Temmabashi · Tanimachi Yonchōme · Tanimachi Rokuchōme · Tanimachi Kyūchōme · Shitennōji-mae Yūhigaoka · Tennōji · Abeno · Fuminosato · Tanabe · Komagawa-Nakano · Hirano · Kire-Uriwari · Deto · Nagahara · Yao-Minami